# Lily Moss
Liliana Moss de Barros, más conocida como Lily Moss, a veces escrito como Lyly Moss, fue una tenista argentina. Según el listado del Buenos Aires Herald de diciembre de 1925, al finalizar la temporada y cuando no existía la clasificación oficial que recién sería instaurada en 1929, Lily Moss era la cuarta mejor tenista de Argentina.
Ganó en una oportunidad el Campeonato del Río de la Plata, en la edición de 1924, tras derrotar en la final a Analía Obarrio de Aguirre por 7-5, 2-6 y 6-4.
En la modalidad de dobles femenino del mismo torneo, también fue campeona en una ocasión. En la edición de 1925, junto a María Turnbull de Rendtorff derrotaron a Celia Escalada y K. de Poeschel por 6-0 y 6-4.
El año anterior, en la edición de 1924, había sido finalista junto a Inés Anderson. Perdieron contra la dupla conformada por Analía Obarrio de Aguirre y María Teresa Obarrio de Pinedo por 3-4 y retiro.